# МКХ-10: Клас XIX. Травми, отруєння та деякі інші наслідки дії зовнішніх причин (T)

## (S00-T98) Клас XIX. Травми, отруєння та деякі інші наслідки дії зовнішніх причин
Продовження — блок розділів T. Початок на іншій сторінці — блок розділів S.

### (T00-T07) Травми, що уражають декілька ділянок тіла
| (T00)   | Поверхневі травми численних ділянок тіла                                                        |
| (T00.0) | Поверхневі травми голови та шиї                                                                 |
| (T00.1) | Поверхневі травми грудної клітки, живота, нижньої частини спини і таза                          |
| (T00.2) | Поверхневі травми численних ділянок верхньої кінцівки(ок)                                       |
| (T00.3) | Поверхневі травми численних ділянок нижньої кінцівки(ок)                                        |
| (T00.6) | Поверхневі травми численних ділянок верхньої та нижньої кінцівки(ок)                            |
| (T00.8) | Поверхневі травми, які включають інші комбінації ділянок тіла                                   |
| (T00.9) | Численні поверхневі травми, неуточнені                                                          |
| (T01)   | Відкриті рани численних ділянок тіла                                                            |
| (T01.0) | Відкриті рани голови та шиї                                                                     |
| (T01.1) | Відкриті рани грудної клітки та живота, нижньої частини спини і таза                            |
| (T01.2) | Відкриті рани численних ділянок верхньої кінцівки(ок)                                           |
| (T01.3) | Відкриті рани численних ділянок нижньої кінцівки(ок)                                            |
| (T01.6) | Відкриті рани численних ділянок верхньої та нижньої кінцівки(ок)                                |
| (T01.8) | Відкриті рани, які включають комбінації інших ділянок тіла                                      |
| (T01.9) | Численні відкриті рани, неуточнені                                                              |
| (T02)   | Переломи численних ділянок тіла                                                                 |
| (T02.0) | Переломи кісток голови та шиї                                                                   |
| (T02.1) | Переломи грудної клітки, нижньої ділянки спини та таза                                          |
| (T02.2) | Переломи численних ділянок однієї верхньої кінцівки                                             |
| (T02.3) | Переломи численних ділянок однієї нижньої кінцівки                                              |
| (T02.4) | Переломи численних ділянок обох верхніх кінцівок                                                |
| (T02.5) | Переломи численних ділянок обох нижніх кінцівок                                                 |
| (T02.6) | Переломи численних ділянок верхньої та нижньої кінцівки(ок)                                     |
| (T02.7) | Переломи грудної клітки, нижньої частини спини і таза, кінцівки(ок)                             |
| (T02.8) | Переломи, які включають інші комбінації ділянок тіла                                            |
| (T02.9) | Численні переломи, неуточнені                                                                   |
| (T03)   | Вивихи, деформації, розтягнення численних ділянок тіла                                          |
| (T03.0) | Вивихи, розтяги та деформації в ділянці голови та шиї                                           |
| (T03.1) | Вивихи, розтяги та деформації грудної клітки, нижньої частини спини та таза                     |
| (T03.2) | Вивихи, розтяги та деформації численних ділянок верхньої кінцівок(и)                            |
| (T03.3) | Вивихи, розтяги та деформації численних ділянок нижньої кінцівок(и)                             |
| (T03.4) | Вивихи, розтяги та деформації численних ділянок верхньої та ніжньої кінцівки(ок)                |
| (T03.8) | Вивихи, розтяги та деформації, які включають інші комбінації ділянок тіла                       |
| (T03.9) | Численні вивихи, розтяги та деформації, неуточнені                                              |
| (T04)   | Розтрощення (роздавлення) численних ділянок тіла                                                |
| (T04.0) | Розтрощення в ділянці голови та шиї                                                             |
| (T04.1) | Розтрощення грудної клітки, нижньої частини спини та таза                                       |
| (T04.2) | Розтрощення численних ділянок верхньої кінцівки(ок)                                             |
| (T04.3) | Розтрощення численних ділянок нижньої кінцівки(ок)                                              |
| (T04.4) | Розтрощення численних ділянок верхньої та нижньої кінцівки(ок)                                  |
| (T04.8) | Розтрощення, які включають інші комбінації ділянок тіла                                         |
| (T04.9) | Численні розтрощення, неуточнені                                                                |
| (T05)   | Травматичні ампутації численних ділянок тіла                                                    |
| (T05.0) | Травматична ампутація обох рук                                                                  |
| (T05.1) | Травматична ампутація однієї руки та другої руки на будь-якому рівні, за винятком руки цілком   |
| (T05.3) | Травматична ампутація обох ніг                                                                  |
| (T05.4) | Травматична ампутація однієї ноги та другої ноги на будь-якому рівні, за винятком ноги цілком   |
| (T05.5) | Травматична ампутація обох ніг на будь-якому рівні                                              |
| (T05.6) | Травматична ампутація верхніх та нижніх кінцівок в будь-якому поєднанні (на будь-якому рівні)   |
| (T05.8) | Травматичні ампутації, які включають комбінації інших ділянок тіла                              |
| (T05.9) | Численні травматичні ампутації                                                                  |
| (T06)   | Інші травми численних ділянок тіла, не класифіковані в інших рубриках                           |
| (T06.0) | Травми мозку і черепно-мозгових нервів з пошко дженням нервів і спинного мозку на шийному рівні |
| (T06.1) | Пошкодження нервів та спинного мозку із залученням інших численних ділянок тіла                 |
| (T06.2) | Пошкодження нервів із залученням численних ділянок тіла                                         |
| (T06.3) | Пошкодження кровоносних судин із залученням численних ділянок тіла                              |
| (T06.4) | Пошкодження м'язів і сухожиль із залученням численних ділянок тіла                              |
| (T06.5) | Пошкодження інтраторанальних органів з інтраабдомінальними та органами таза                     |
| (T06.8) | Інші уточнені пошкодження численних ділянок тіла                                                |
| (T07)   | Неуточнені численні пошкодження                                                                 |

### (T08-T14) Травми неуточнених частин тулуба, кінцівки або іншої ділянки тіла
| (T08)   | Перелом хребта, рівень неуточнений                                                               |
| (T09)   | Інші пошкодження хребта і тулуба, рівень неуточнений                                             |
| (T09.0) | Поверхневі пошкодження тулуба, рівень неуточнений                                                |
| (T09.1) | Відкрита рана тулуба, рівень неуточнений                                                         |
| (T09.2) | Вивих, розтяг і деформація невизначеного суглоба та зв'язки, які належать до тулуба              |
| (T09.3) | Пошкодження спинного мозку, рівень неуточнений                                                   |
| (T09.4) | Пошкодження невизначених нервів, корінців спинного мозку і сплетіння нервів тулуба               |
| (T09.5) | Пошкодження невизначеного м'яза та сухожилля тулуба                                              |
| (T09.6) | Травматична ампутація тулуба, рівень неуточнений                                                 |
| (T09.8) | Інші уточнені пошкодження тулуба, рівень неуточнений                                             |
| (T09.9) | Неуточнені пошкодження тулуба на невизначеному рівні                                             |
| (T10)   | Перелом верхньої кінцівки, рівень неуточнений                                                    |
| (T11)   | Інші пошкодження верхньої кінцівки, рівень неуточнений                                           |
| (T11.0) | Поверхнева травма верхньої кінцівки, рівень неуточнений                                          |
| (T11.1) | Відкрита рана верхньої кінцівки, рівень неуточнений                                              |
| (T11.2) | Вивих, розтяг і деформація невизначеного суглоба і зв'язки верхньої кінцівки, рівень неуточнений |
| (T11.3) | Пошкодження невизначеного нерва верхньої кінцівки, рівень неуточнений                            |
| (T11.4) | Пошкодження невизначеної кровоносної судини верхньої кінцівки, рівень неуточнений                |
| (T11.5) | Пошкодження невизначеного м'яза та сухожилля верхньої кінцівки, рівень неуточнений               |
| (T11.6) | Травматична ампутація верхньої кінцівки, рівень неуточнений                                      |
| (T11.8) | Інші неуточнені пошкодження верхньої кінцівки, рівень неуточнений                                |
| (T11.9) | Неуточнені пошкодження верхньої кінцівки, на невизначеному рівні                                 |
| (T12)   | Перелом нижньої кінцівки, рівень неуточнений                                                     |
| (T13)   | Інші пошкодження нижньої кінцівки, рівень неуточнений                                            |
| (T13.0) | Поверхнева травма нижньої кінцівки, рівень неуточнений                                           |
| (T13.1) | Відкрита рана нижньої кінцівки, рівень неуточнений                                               |
| (T13.2) | Вивих, розтяг і деформація невизначеного суглоба і зв'язки нижньої кінцівки, рівень неуточнений  |
| (T13.3) | Пошкодження неуточненого нерва нижньої кінцівки, на невизначеному рівні                          |
| (T13.4) | Пошкодження невизначеної кровоносної судини нижньої кінцівки, рівень неуточнений                 |
| (T13.5) | Пошкодження невизначеного м'яза та сухожилля нижньої кінцівки, рівень неуточнений                |
| (T13.6) | Травматична ампутація нижньої кінцівки, рівень неуточнений                                       |
| (T13.8) | Інші неуточнені пошкодження нижньої кінцівки, рівень неуточнений                                 |
| (T13.9) | Неуточнені пошкодження нижньої кінцівки, на невизначеному рівні                                  |
| (T14)   | Пошкодження нееуточненої ділянки тіла                                                            |
| (T14.0) | Поверхневе пошкодження неуточненої ділянки тіла                                                  |
| (T14.1) | Відкрита рана неуточненої ділянки тіла                                                           |
| (T14.2) | Перелом неуточненої ділянки тіла                                                                 |
| (T14.3) | Вивих, розтяг і деформація неуточнених ділянок тіла                                              |
| (T14.4) | Пошкодження нерва (ів) неуточненої ділянки тіла                                                  |
| (T14.5) | Пошкодження кровоносних судин неуточненої ділянки                                                |
| (T14.6) | Пошкодження сухожиль і м'язія неуточненої ділянки                                                |
| (T14.7) | Розтрощення та травматична ампутація неуточненої                                                 |
| (T14.8) | Інші пошкодження неуточненої ділянки тіла                                                        |
| (T14.9) | Пошкодження, неуточнені                                                                          |

### (T15-T19) Наслідки попадання стороннього тіла через природний отвір
| (T15)   | Стороннє тіло в оці (зовнішній частині ока)                        |
| (T15.0) | Чужорідне тіло у рогівці                                           |
| (T15.1) | Чужорідне тіло у кон'юктивальному мішку                            |
| (T15.8) | Чужорідне тіло в інших численних ділянках ока (зовнішньої частини) |
| (T15.9) | Чужорідне тіло у зовнішній частині ока, місце неуточнене           |
| (T16)   | Стороннє тіло у вусі                                               |
| (T17)   | Стороннє тіло в органах дихання                                    |
| (T17.0) | Чужорідне тіло у носі                                              |
| (T17.1) | Чужорідне тіло у ніздрі                                            |
| (T17.2) | Чужорідне тіло у глотці                                            |
| (T17.3) | Чужорідне тіло у гортані                                           |
| (T17.4) | Чужорідне тіло у трахеї                                            |
| (T17.5) | Чужорідне тіло у бронхах                                           |
| (T17.8) | Чужорідне тіло в інших та численних відділах дихальних шляхів      |
| (T17.9) | Чужорідне тіло у дихальних шляхах, ділянка неуточнена              |
| (T18)   | Стороннє тіло в органах травлення                                  |
| (T18.0) | Чужорідне тіло у порожнині рота                                    |
| (T18.1) | Чужорідне тіло у стравоході                                        |
| (T18.2) | Чужорідне тіло у шлунку                                            |
| (T18.3) | Чужорідне тіло у тонкому кишечнику                                 |
| (T18.4) | Чужорідне тіло у ободовій товстій кишці                            |
| (T18.5) | Чужорідне тіло в анусі і прямій кишці                              |
| (T18.8) | Чужорідне тіло в інших та численних відділах травного шляху        |
| (T18.9) | Чужорідне тіло у травному шляху, відділ неуточнений                |
| (T19)   | Стороннє тіло в органах сечостатевої системи                       |
| (T19.0) | Чужорідне тіло в уретрі                                            |
| (T19.1) | Чужорідне тіло у сечовому міхурі                                   |
| (T19.2) | Чужорідне тіло вульві та вагіні                                    |
| (T19.3) | Чужорідне тіло у матці (у будь-якій частині)                       |
| (T19.8) | Чужорідне тіло в інших та численних відділах сечостатевого тракту  |
| (T19.9) | Чужорідне тіло у сечостатевому тракті, відділ неуточнений          |

### (T20-T32) Термічні та хімічні опіки
| (T20)   | Термічний та хімічний опік голови та шиї                                                               |
| (T20.0) | Опік неуточненого ступеня голови та шиї                                                                |
| (T20.1) | Опік першого ступеня голови та шиї                                                                     |
| (T20.2) | Опік другого ступеня голови та шиї                                                                     |
| (T20.3) | Опік третього ступеня голови та шиї                                                                    |
| (T20.4) | Корозія неуточненого ступеня голови та шиї                                                             |
| (T20.5) | Корозія першого ступеня голови та шиї                                                                  |
| (T20.6) | Корозія другого ступеня голови та шиї                                                                  |
| (T20.7) | Корозія третього ступеня голови та шиї                                                                 |
| (T21)   | Термічний та хімічний опік тулуба                                                                      |
| (T21.0) | Опік неуточненого ступеня тулуба                                                                       |
| (T21.1) | Опік першого ступеня тулуба                                                                            |
| (T21.2) | Опік другого ступеня тулуба                                                                            |
| (T21.3) | Опік третього ступеня тулуба                                                                           |
| (T21.4) | Корозія неуточненого ступеня тулуба                                                                    |
| (T21.5) | Корозія першого ступеня тулуба                                                                         |
| (T21.6) | Корозія другого ступеня тулуба                                                                         |
| (T21.7) | Корозія третього ступеня тулуба                                                                        |
| (T22)   | Термічний та хімічний опік плеча та верхньої кінцівки, за винятком зап'ястя та кисті                   |
| (T22.0) | Опік неуточненого ступеня верхньої кінцівки, за винятком зап'ястя і кисті                              |
| (T22.1) | Опік першого ступеня верхньої кінцівки, за винятком зап'ястя і кисті                                   |
| (T22.2) | Опік другого ступеня верхньої кінцівки, за винятком зап'ястя і кисті                                   |
| (T22.3) | Опік третього ступеня верхньої кінцівки, за винятком зап'ястя і кисті                                  |
| (T22.4) | Корозія неуточненого ступеня верхньої кінцівки,за винятком зап'ястя і кисті                            |
| (T22.5) | Корозія першого ступеня верхньої кінцівки, за винятком зап'ястя і кисті                                |
| (T22.6) | Корозія другого ступеня верхньої кінцівки, за винятком зап'ястя і кисті                                |
| (T22.7) | Корозія третього ступеня верхньої кінцівки, за винятком зап'ястя і кисті                               |
| (T23)   | Термічний та хімічний опік зап'ястя та кисті                                                           |
| (T23.0) | Опік неуточненого ступеня зап'ястя і кисті                                                             |
| (T23.1) | Опік першого ступеня зап'ястя і кисті                                                                  |
| (T23.2) | Опік другого ступеня зап'ястя і кисті                                                                  |
| (T23.3) | Опік третього ступеня зап'ястя і кисті                                                                 |
| (T23.4) | Корозія неуточненого ступеня зап'ястя і кисті                                                          |
| (T23.5) | Корозія першого ступеня зап'ястя і кисті                                                               |
| (T23.6) | Корозія другого ступеня зап'ястя і кисті                                                               |
| (T23.7) | Корозія третього ступеня зап'ястя і кисті                                                              |
| (T24)   | Термічний та хімічний опік стегна та нижньої кінцівки, за винятком гомілкоступневого суглоба та ступні |
| (T24.0) | Опік неуточненого ступеня нижньої кінцівки, за винятком щиколотки і ступні                             |
| (T24.1) | Опік першого ступеня нижньої кінцівки, за винятком щиколотки і ступні                                  |
| (T24.2) | Опік другого ступеня нижньої кінцівки, за винятком щиколотки і ступні                                  |
| (T24.3) | Опік третього ступеня нижньої кінцівки, за винятком щиколотки і ступні                                 |
| (T24.4) | Корозія неуточненого ступеня нижньої кінцівки, за винятком щиколотки і ступні                          |
| (T24.5) | Корозія першого ступеня нижньої кінцівки, за винятком щиколотки і ступні                               |
| (T24.6) | Корозія другого ступеня нижньої кінцівки, за винятком щиколотки і ступні                               |
| (T24.7) | Корозія третього ступеня нижньої кінцівки, за винятком щиколотки і ступні                              |
| (T25)   | Термічний та хімічний опік гомілкоступневого суглоба та ступні                                         |
| (T25.0) | Опік неуточненого ступеня щиколотки і ступні                                                           |
| (T25.1) | Опік першого ступеня щиколотки і ступні                                                                |
| (T25.2) | Опік другого ступеня щиколотки і ступні                                                                |
| (T25.3) | Опік третього ступеня щиколотки і ступні                                                               |
| (T25.4) | Корозія неуточненого ступеня щиколотки і ступні                                                        |
| (T25.5) | Корозія першого ступеня щиколотки і ступні                                                             |
| (T25.6) | Корозія другого ступеня щиколотки і ступні                                                             |
| (T25.7) | Корозія третього ступеня щиколотки і ступні                                                            |
| (T26)   | Термічний та хімічний опік ока та його придатків                                                       |
| (T26.0) | Опік повіки та колоочної ділянки                                                                       |
| (T26.1) | Опік рогівки та кон'юктиви                                                                             |
| (T26.2) | Опік, наслідком якого є розрив і руйнування очного яблука                                              |
| (T26.3) | Опік інших частин ока та його придатків                                                                |
| (T26.4) | Опік ока та його придатків, неуточненої ділянки                                                        |
| (T26.5) | Корозія повіки та колоочної ділянки                                                                    |
| (T26.6) | Корозія рогівки та кон'юктиви                                                                          |
| (T26.7) | Корозія, наслідком якого є розрив і руйнування очного яблука                                           |
| (T26.8) | Корозія інших частин ока та його придатків                                                             |
| (T26.9) | Корозія ока та його придатків, неуточненої ділянки                                                     |
| (T27)   | Термічний та хімічний опік дихальних шляхів                                                            |
| (T27.0) | Опік гортані та трахеї                                                                                 |
| (T27.1) | Опік із залученням гортані та трахеї з легенями                                                        |
| (T27.2) | Опік інших частин дихального шляху                                                                     |
| (T27.3) | Опік дихальних шляхів, неуточненої ділянки                                                             |
| (T27.4) | Корозія гортані та трахеї                                                                              |
| (T27.5) | Корозія із залученням гортані та трахеї з легенями                                                     |
| (T27.6) | Корозія інших частин дихального шляху                                                                  |
| (T27.7) | Корозія дихальних шляхів, неуточненої ділянки                                                          |
| (T28)   | Термічний та хімічний опік інших внутрінніх органів                                                    |
| (T28.0) | Опік порожнини рота і глотки                                                                           |
| (T28.1) | Опік стравоходу                                                                                        |
| (T28.2) | Опік інших частин травного шляху                                                                       |
| (T28.3) | Опік внутрішніх сечостатевих органів                                                                   |
| (T28.4) | Опік інших та неуточнених внутрішніх органів                                                           |
| (T28.5) | Корозія порожнини рота і глотки                                                                        |
| (T28.6) | Хімічний опік стравоходу                                                                               |
| (T28.7) | Корозія інших частин травного шляху                                                                    |
| (T28.8) | Корозія внутрішніх сечостатевих органів                                                                |
| (T28.9) | Корозія інших та неуточнених внутрішніх органів                                                        |
| (T29)   | Термічні та хімічні опіки численних ділянок тіла                                                       |
| (T29.0) | Опіки численних ділянок тіла, неуточненого ступеня                                                     |
| (T29.1) | Опіки численних ділянок тіла, не більше першого ступеня                                                |
| (T29.2) | Опіки численних ділянок тіла, не більше другого ступеня                                                |
| (T29.3) | Опіки численних ділянок тіла, не більше третього ступеня                                               |
| (T29.4) | Корозії численних ділянок тіла, неуточненого ступеня                                                   |
| (T29.5) | Корозії численних ділянок тіла, не більше першого ступеня                                              |
| (T29.6) | Корозії численних ділянок тіла, не більше другого ступеня                                              |
| (T29.7) | Корозії численних ділянок тіла, не більше третього ступеня                                             |
| (T30)   | Термічний та хімічний опік, неуточненої ділянки тіла                                                   |
| (T30.0) | Опік неуточненої ділянки тіла, неуточненого ступеня                                                    |
| (T30.1) | Опік першого ступеня, неуточненої ділянки тіла                                                         |
| (T30.2) | Опік другого ступеня, неуточненої ділянки тіла                                                         |
| (T30.3) | Опік третього ступеня, неуточненої ділянки тіла                                                        |
| (T30.4) | Корозія неуточненої ділянки тіла, неуточненого ступеня                                                 |
| (T30.5) | Корозія першого ступеня, неуточненої ділянки тіла                                                      |
| (T30.6) | Корозія другого ступеня, неуточненої ділянки тіла                                                      |
| (T30.7) | Корозія третього ступеня, неуточненої ділянки тіла                                                     |
| (T31)   | Термічні опіки, класифіковані відповідно до розміру ураженої поверхні тіла                             |
| (T31.0) | Опіки із залученням 10% поверхні тіла                                                                  |
| (T31.1) | Опіки із залученням 10-19% поверхні тіла                                                               |
| (T31.2) | Опіки із залученням 20-29% поверхні тіла                                                               |
| (T31.3) | Опіки із залученням 30-39% поверхні тіла                                                               |
| (T31.4) | Опіки із залученням 40-49% поверхні тіла                                                               |
| (T31.5) | Опіки із залученням 50-59% поверхні тіла                                                               |
| (T31.6) | Опіки із залученням 60-69% поверхні тіла                                                               |
| (T31.7) | Опіки із залученням 70-79% поверхні тіла                                                               |
| (T31.8) | Опіки із залученням 80-89% поверхні тіла                                                               |
| (T31.9) | Опіки із залученням 90% і більше поверхні тіла                                                         |
| (T32)   | Хімічні опіки, класифіковані відповідно до розміру ураженої поверхні тіла                              |
| (T32.0) | Корозії із залученням 10% поверхні тіла                                                                |
| (T32.1) | Корозії із залученням 10-19% поверхні тіла                                                             |
| (T32.2) | Корозії із залученням 20-29% поверхні тіла                                                             |
| (T32.3) | Корозії із залученням 30-39% поверхні тіла                                                             |
| (T32.4) | Корозії із залученням 40-49% поверхні тіла                                                             |
| (T32.5) | Корозії із залученням 50-59% поверхні тіла                                                             |
| (T32.6) | Корозії із залученням 60-69% поверхні тіла                                                             |
| (T32.7) | Корозії із залученням 70-79% поверхні тіла                                                             |
| (T32.8) | Корозії із залученням 80-89% поверхні тіла                                                             |
| (T32.9) | Корозії із залученням 90% і більше поверхні тіла                                                       |

### (T33-T35) Відмороження
| (T33)   | Поверхневе обмороження                                                     |
| (T33.0) | Поверхневе обмороження голови                                              |
| (T33.1) | Поверхневе обмороження шиї                                                 |
| (T33.2) | Поверхневе обмороження грудної клітки                                      |
| (T33.3) | Поверхневе обмороження черевної стінки, нижньої частини спини, таза        |
| (T33.4) | Поверхневе обмороження руки                                                |
| (T33.5) | Поверхневе обмороження зап'ястя і кисті                                    |
| (T33.6) | Поверхневе обмороження боку і стегна                                       |
| (T33.7) | Поверхневе обмороження коліна і нижньої частини ноги                       |
| (T33.8) | Поверхневе обмороження щиколотки і ступні                                  |
| (T33.9) | Поверхневі обмороження інших та неуточнених ділянок тіла                   |
| (T34)   | Обмороження з некрозом тканини                                             |
| (T34.0) | Обмороження з некрозом тканин голови                                       |
| (T34.1) | Обмороження з некрозом тканин шиї                                          |
| (T34.2) | Обмороження з некрозом тканин грудної клітки                               |
| (T34.3) | Обмороження з некрозом тканин черевної стінки, нижньої частини спини, таза |
| (T34.4) | Обмороження з некрозом тканин руки                                         |
| (T34.5) | Обмороження з некрозом тканин зап'ястя і кисті                             |
| (T34.6) | Обмороження з некрозом тканин боку і стегна                                |
| (T34.7) | Обмороження з некрозом тканин коліна і нижньої частини ноги                |
| (T34.8) | Обмороження з некрозом тканин щиколотки і ступні                           |
| (T34.9) | Обмороження з некрозом тканин інших та неуточнених ділянок тіла            |
| (T35)   | Обмороження численних ділянок тіла та неуточнене обмороження               |
| (T35.0) | Поверхневе обмороження численних ділянок тіла                              |
| (T35.1) | Обмороження з некрозом тканин численних ділянок тіла                       |
| (T35.2) | Неуточнене обмороження голови і шиї                                        |
| (T35.3) | Неуточнене обмороження грудної клітки, живота, нижньої частини спини, таза |
| (T35.4) | Неуточнене обмороження верхньої кінцівки                                   |
| (T35.5) | Неуточнене обмороження нижньої кінцівки                                    |
| (T35.6) | Неуточнене обмороження численних ділянок тіла                              |
| (T35.7) | Неуточнене обмороження неуточнених ділянок тіла                            |

### (T36-T50) Отруєння лікувальними засобами, медикаментами та біологічними субстанціями
| (T36)   | Отруєння антибіотиками системного призначення |
| (T36.0) | Пеніцилінами |
| (T36.1) | Цефалоспоринами та іншими -лактат антибіотиками |
| (T36.2) | Групи хлорамфенікола |
| (T36.3) | Макролідами |
| (T36.4) | Тетрациклінами |
| (T36.5) | Аміноглюкозидами |
| (T36.6) | Рифаміцинами |
| (T36.7) | Антигрибковими антибіотиками, при систематичному вживанні |
| (T36.8) | Іншими антибіотиками |
| (T36.9) | Неуточненими антибіотиками |
| (T37)   | Отруєння іншими протимікробними та протипаразитарними засобами |
| (T37.0) | Сульфаніламідами |
| (T37.1) | Антимікобактеріальними ліками |
| (T37.2) | Протималярійними лікарськими засобами та засобами, які діють на інших найпростіших, що паразитують у крові                                                                                     |
| (T37.3) | Іншими антипротозойними ліками |
| (T37.4) | Антигельмінтними засобами |
| (T37.5) | Противірусними ліками |
| (T37.8) | Іншими уточненими протимікробними та протипаразитарними засобами |
| (T37.9) | Протимікробними та протипаразитарними засобами,неуточнені |
| (T38)   | Отруєння гормонами та їхніми синтетичними замінниками та антагоністами, не класифіковані в інших рубриках                                                                                      |
| (T38.0) | Глюкокортиноїдами та їх синтетисними аналогами |
| (T38.1) | Тиреоїдними гормонами та їх замінниками |
| (T38.2) | Антитиреоїдними препаратами |
| (T38.3) | Інсуліном та ональними гіноглікемічними [протидіабетичними] препаратами |
| (T38.4) | Оральними контрацептивами |
| (T38.5) | Іншими естрогенами і прогестеронами |
| (T38.6) | Антигонадотропінами, антиестрогенами, антиандрогенами, не класифіковані в інших рубриках |
| (T38.7) | Андрогенами та анаболічними аналогами |
| (T38.8) | Іншими та неуточненими гормонами і їх синтетичними замінниками |
| (T38.9) | Іншими та неуточненими гормонами антагоністами |
| (T39)   | Отруєння неопійними аналгезуючими ,протигорячковими, та протиревматичними засобами |
| (T39.0) | Саліцилатами |
| (T39.1) | 4-амінофенол похідними |
| (T39.2) | Піразолон похідними |
| (T39.3) | Іншими нестероїдними протизапальними препаратами |
| (T39.4) | Протиревматичними засобами, не класифіковані в інших рубриках |
| (T39.8) | Іншими неопійними анальгезуючими та протигарячковими засобами, не класифіковані в інших рубриках                                                                                               |
| (T39.9) | Неопійними анальгезуючими, протигарячковими та проиревматичними засобами, неуточнені |
| (T40)   | Отруєння наркотичними засобами та психодислептиками (галюциногенами) |
| (T40.0) | Опіумом |
| (T40.1) | Героїном |
| (T40.2) | Іншими опіоїдами |
| (T40.3) | Метадоном |
| (T40.4) | Іншими синтетичними наркотиками |
| (T40.5) | Кокаїном |
| (T40.6) | Іншими та неуточненими наркотиками |
| (T40.7) | Маріхуаною (похідними) |
| (T40.8) | Лізергідом [LSD] |
| (T40.9) | Іншими та неуточненими психодислептиками [галюциногенами] |
| (T41)   | Отруєння анестизуючими засобами та терапевтичними газами |
| (T41.0) | Інгаляційними анестетиками |
| (T41.1) | Внутрішньовенними анестетиками |
| (T41.2) | Іншими та неуточненими анестетиками загальної дії |
| (T41.3) | Місцевими анестетиками |
| (T41.4) | Анестетиками, неуточненими |
| (T41.5) | Тератевтичними газами |
| (T42)   | Отруєння протиепілептичними, седативно-снодійними та протипаркінсоністичними лікувальними засобами                                                                                             |
| (T42.0) | Похідними гідантоіна |
| (T42.1) | Іміностилбененом |
| (T42.2) | Сукцинімідами та оксазолідінедіонами |
| (T42.3) | Барбітуратами |
| (T42.4) | Бензодіазепінами |
| (T42.5) | Протиепілептичними сумішами, не класифіковані в інших рубриках |
| (T42.6) | Іншими протиепілептичними і седативно-снодійними ліками |
| (T42.7) | Протиепілептичними і седативно-снодійними ліками, неуточненими |
| (T42.8) | Протипаркінсонічними препаратами та іншими депресантами центральної дії, які впливають на тонус м'язів                                                                                         |
| (T43)   | Отруєння психотропними препаратами, не класифіковані в інших рубриках |
| (T43.0) | Трициклічними і чотирициклічними антидепресентами |
| (T43.1) | Моноамінооксидаз-інгібіторними антидепресантами |
| (T43.2) | Іншими та неуточненими антидепресантами |
| (T43.3) | Фенотіазинами антипсихотичними і нейролептичними засобами |
| (T43.4) | Бутирофеноном і тіоксантоном нейролептиками |
| (T43.5) | Іншими та неуточненими антипсихотичними та нейролептичними засобами |
| (T43.6) | Психостимуляторами при потенціальному зловживанні |
| (T43.8) | Іншими психотропними препаратами, не класифіковані в інших рубриках |
| (T43.9) | Психотропними препаратами, неуточненими |
| (T44)   | Отруєння препаратами, які переважно впливають на вегетативну нервову систему |
| (T44.0) | Антихолінестеразними засобами |
| (T44.1) | Іншими парасимпатоміметичними засобами [холінергетиками] |
| (T44.2) | Гангліоблокуючими препаратами, не класифіковані в інших рубриках |
| (T44.3) | Іншими парасимпатолітиками [антихолінергичними та антимускаринними] і спазмолітиками, не класифіковані в інших рубриках                                                                        |
| (T44.4) | З переваженням -адренорецепторів adonist, не класифіковані в інших рубриках |
| (T44.5) | З переваженням -адренорецепторів adonist, не класифіковані в інших рубриках |
| (T44.6) | -адренорецепторними антогоністами, не класифіковані в інших рубриках |
| (T44.7) | -адренорецепторними антогоністами, не класифіковані в інших рубриках |
| (T44.8) | Стимулюючими центральну нервову систему і адренергічними нейронблокуючими речовинами, не класифіковані в інших рубриках                                                                        |
| (T44.8) | Іншими та неуточненими препаратами, які діють переважно на вегетативну нервову систему |
| (T44.8) | Стимулюючими центральну нервову систему і адренергічними нейронблокуючими речовинами, не класифіковані в інших рубриках                                                                        |
| (T44.8) | Іншими та неуточненими препаратами, які діють переважно на вегетативну нервову систему |
| (T45)   | Отруєння переважно системними та гематологічними препаратами, не класифіковане в інших рубриках                                                                                                |
| (T45.0) | Антиалергічними і антиеметичними препаратами |
| (T45.1) | Антинеопластиками та імуносупресивними препаратами |
| (T45.2) | Вітамінами, не класифіковані в інших рубриках |
| (T45.3) | Ферментами, не класифіковані в інших рубриках |
| (T45.4) | Залізом та його сполуками |
| (T45.5) | Антикоагулянтами |
| (T45.6) | Фібринолізне-діючими препаратами |
| (T45.7) | Антикоагулянтними антагоністами, вітаміном К та іншими коагулянтами |
| (T45.8) | Іншими, переважно системними та гематологічними препаратами |
| (T45.9) | Переважно системними та гематологічними засобами, неуточненими |
| (T46)   | Отруєння засобами, які діють переважно на серцево-судинну систему |
| (T46.0) | Кардіостимулюючими глікозидами і лікарськими засобами подібної дії |
| (T46.1) | Препаратами, що блокують кальцій-channel |
| (T46.2) | Іншими препаратами, які регулюють серцевий ритм,не класифіковані в інших рубриках |
| (T46.3) | Коронарними судиннорозширюючими засобами, не класифіковані в інших рубриках |
| (T46.4) | Препаратами, які регулюють ферментний обмін |
| (T46.5) | Іншими антигіпертензивними препаратами, не класифіковані в інших рубриках |
| (T46.6) | Антигіперліпідемічними і антиатеросклеротичними речовинами |
| (T46.7) | Периферичними вазодилятаторами |
| (T46.8) | Антиварикозними ліками, включаючи склерозуючі речовини |
| (T46.9) | Іншими та неуточненими речовинами, які діють переважно на серцево-судинну систему |
| (T47)   | Отруєння засобами, які діють переважно на травний шлях |
| (T47.0) | Гістамін Н -рецепторними антагоністами |
| (T47.1) | Іншими антикислотними засобами та засобами, які пригнічують секрецію шлункового соку |
| (T47.2) | Стимулюючими проносними |
| (T47.3) | Сольовими та осмотичними проносними |
| (T47.4) | Іншими проносними |
| (T47.5) | Засобами, які сприяють травленню |
| (T47.6) | Антидіарейними ліками |
| (T47.7) | Блювотними препаратами |
| (T47.8) | Іншими засобами, які діють переважно на шлунково-кишкову систему |
| (T47.9) | Засобами, які діють переважно на шлунково-кишкову систему, неуточненими |
| (T48)   | Отруєння засобами, що діють переважно на гладкі і скелетні м'язи та на органи дихання |
| (T48.0) | Засобами, що посилюють родові потуги |
| (T48.1) | Релаксантами скелетної мускулатури [нейром'язовими блокаторами] |
| (T48.2) | Іншими та неуточненими препаратами, переважно діючими на мускулатуру |
| (T48.3) | Протикашльовими |
| (T48.4) | Відхаркуючими засобами |
| (T48.5) | Лікарськими засобами, що використовуються при нежиті |
| (T48.6) | Антиастматичними засобами, не класифіковані в інших рубриках |
| (T48.7) | Іншими та неуточненими засобами, які переважно діють на дихальну систему |
| (T49)   | Отруєння засобами, що переважно діють на шкіру та слизові оболонки, а також засобами для лікування хвороб очей, вуха, горла і носа препаратами, що використовуються у стоматологічній практиці |
| (T49.0) | Місцевими протигрибковими, протиінфекційними та протизапальними засобами, не класифіковані в інших рубриках                                                                                    |
| (T49.1) | Засобами, які використовуються при сверблячці |
| (T49.2) | В'яжучими засобами та детергентами місцевої дії |
| (T49.3) | Речовинами, які пом'якшують, зменшують подразнення і мають захисну дію |
| (T49.4) | Кератолітичними, кератопластичними та іншими лікарськими засобами та препаратами для лікування волосся                                                                                         |
| (T49.5) | Офтальмологічними препаратами та засобами |
| (T49.6) | Отоларингологічними засобами і препаратами |
| (T49.7) | Стоматологічними препаратами місцевої дії |
| (T49.8) | Іншими засобами місцевої дії |
| (T49.9) | Засобами місцевої дії, неуточненими |
| (T50)   | Отруєння діуретиками іншими та неуточненими лікувальними засобами, медикаментами та біологічними субстанціями                                                                                  |
| (T50.0) | Мінералокортикоїдами та їх антагоністами |
| (T50.1) | Вибірковими діуретиками |
| (T50.2) | Карбо-ангідразними інгібіторами, бензотіадіацидними та іншими діуретиками |
| (T50.3) | Електроліт-, калорійно- і водно-балансовими засобами |
| (T50.4) | Засобами, які впливають на обмін сечовини |
| (T50.5) | Депресантами апетиту |
| (T50.6) | Антидотними і желатиновими засобами, не класифіковані в інших рубриках |
| (T50.7) | Аналептиками та опіоїдними рецепторними антагоністами |
| (T50.8) | Діагностичними засобами |
| (T50.9) | Іншими та неуточненими лікувальними засобами, медикаментами та біологічними субстанціями |

### (T51-T65) Токсична дія речовин, переважно немедичного призначення
| (T51)   | Токсична дія алкоголю                                                        |
| (T51.0) | Етанолу                                                                      |
| (T51.1) | Метанолу                                                                     |
| (T51.2) | 2-пропанолу                                                                  |
| (T51.3) | Сивушних масел                                                               |
| (T51.8) | Інших спиртів                                                                |
| (T51.9) | Спирту, неуточненого                                                         |
| (T52)   | Токсична дія органічних розчинників                                          |
| (T52.0) | Продуктів нафти                                                              |
| (T52.1) | Бензолу                                                                      |
| (T52.2) | Гомологів бензолу                                                            |
| (T52.3) | Гліколу                                                                      |
| (T52.4) | Кетону                                                                       |
| (T52.8) | Інших органічних розчинників                                                 |
| (T52.9) | Органічних розчинників, неуточнених                                          |
| (T53)   | Токсична дія галогенопохідних летючих та ароматичних вуглеводнів             |
| (T53.0) | Карбону тетрахлориду                                                         |
| (T53.1) | Хлороформу                                                                   |
| (T53.2) | Трихлоретилену                                                               |
| (T53.3) | Тетрахлоретилену                                                             |
| (T53.4) | Дихлорметану                                                                 |
| (T53.5) | Хлорфлуоркарбону                                                             |
| (T53.6) | Інших галагенопохідних летючих вуглеводнів                                   |
| (T53.7) | Інших галагенопохідних ароматичних вуглеводнів                               |
| (T53.9) | Галогенопохідних летючих та ароматичних вуглеводнів, неуточнених             |
| (T54)   | Токсична дія їдких речовин                                                   |
| (T54.0) | Фенолу і фенолоподібних                                                      |
| (T54.1) | Інших їдких органічних сполук                                                |
| (T54.2) | Їдких кислот і кислотоподібних речовин                                       |
| (T54.3) | Їдких лугів та лугаподібних речовин                                          |
| (T54.9) | Їдкої речовини, неуточненого                                                 |
| (T55)   | Токсична дія мила та дезинфікуючих засобів                                   |
| (T56)   | Токсична дія металів                                                         |
| (T56.0) | Свинцю та його сполук                                                        |
| (T56.1) | Ртуті та його сполук                                                         |
| (T56.2) | Хрому та його сполук                                                         |
| (T56.3) | Кадмію та його сполук                                                        |
| (T56.4) | Міді та її сполук                                                            |
| (T56.5) | Цинку та його сполук                                                         |
| (T56.6) | Олова та його сполук                                                         |
| (T56.7) | Берилію та його сполук                                                       |
| (T56.8) | Інших металів                                                                |
| (T56.9) | Металів, неуточнених                                                         |
| (T57)   | Токсична дія інших неорганічних речовин                                      |
| (T57.0) | Миш'яку та його сполук                                                       |
| (T57.1) | Фосфору та його сполук                                                       |
| (T57.2) | Марганцю та його сполук                                                      |
| (T57.3) | Водневих цианідів                                                            |
| (T57.8) | Інших уточнених неорганічних речовин                                         |
| (T57.9) | Неорганічних речовин, неуточнених                                            |
| (T58)   | Токсична дія моноксиду вуглецю                                               |
| (T59)   | Токсична дія інших газів, димів та випарів                                   |
| (T59.0) | Оксиду азоту                                                                 |
| (T59.1) | Діоксиду сульфату                                                            |
| (T59.2) | Формальдегіду                                                                |
| (T59.3) | Сльозоточивого газу                                                          |
| (T59.4) | Хлору газоподібного                                                          |
| (T59.5) | Фтору газоподібного і фтороводню                                             |
| (T59.6) | Сірководню                                                                   |
| (T59.7) | Діоксиду вуглецю                                                             |
| (T59.8) | Інших уточнених газів, димів та випарів                                      |
| (T59.9) | Газів, димів та випарів, неуточнених                                         |
| (T60)   | Токсична дія пестициців                                                      |
| (T60.0) | Фосфорорганічних і карбаматних інсектицидів                                  |
| (T60.1) | Галогенових інсектицидів                                                     |
| (T60.2) | Інших інсектицидів                                                           |
| (T60.3) | Гербіцидів і фунгіцидів                                                      |
| (T60.4) | Родентицидів                                                                 |
| (T60.8) | Інших пестицидів                                                             |
| (T60.9) | Пестицидів неуточнених                                                       |
| (T61)   | Токсична дія шкідливих речовин при вживанні продуктів моря                   |
| (T61.0) | Отруєння сиговою рибою                                                       |
| (T61.1) | Отруєння скумбрієвими рибами                                                 |
| (T61.2) | Отруєння іншими рибами та ракоподібними                                      |
| (T61.8) | Токсична дія інших морських продуктів                                        |
| (T61.9) | Токсична дія морських продуктів, неуточнених                                 |
| (T62)   | Токсична дія інших шкідливих речовин продуктів харчування                    |
| (T62.0) | Їстівних грибів                                                              |
| (T62.1) | Їстівних ягід                                                                |
| (T62.2) | Інших їстівних рослин                                                        |
| (T62.8) | Інших уточнених, шкідливих речовин продуктів харчування                      |
| (T62.9) | Шкідливих речовин продуктів харчування, неуточнених                          |
| (T63)   | Токсична дія контакту з отруйними тваринами                                  |
| (T63.0) | Отруйної змії                                                                |
| (T63.1) | Інших отруйних рептилій                                                      |
| (T63.2) | Отруйного скорпіона                                                          |
| (T63.3) | Отруйного павука                                                             |
| (T63.4) | Інших отруйних членистоногих                                                 |
| (T63.5) | Токсична дія контакту з рибою                                                |
| (T63.6) | Токсична дія контакту з іншими морськими тваринами                           |
| (T63.8) | Токсична дія контакту з іншими отруйними тваринами                           |
| (T63.9) | Токсична дія контакту з неуточненими отруйними тваринами                     |
| (T64)   | Токсична дія афлатоксину та інших забруднюючих харчові продукти мікотоксинів |
| (T65)   | Токсична дія інших та неуточнених речовин                                    |
| (T65.0) | Ціанідів                                                                     |
| (T65.1) | Стрихніну та його солей                                                      |
| (T65.2) | Тютюну та нікотину                                                           |
| (T65.3) | Нітроподних та амінопоідних бензолу та його гомологів                        |
| (T65.4) | Дисульфіду вуглецю                                                           |
| (T65.5) | Нітрогліцерину та інших нітрат кислот та ефіри 1,2,3 пропанетріол тринітрат  |
| (T65.6) | Фарби не класифіковані в інших рубриках                                      |
| (T65.9) | Токсична дія неуточнених речовин                                             |

### (T66-T78) Інші та неуточнені наслідки дії зовнішніх причин
| (T66)   | Неуточнена дія радіації                                                      |
|         | Токсична дія інших уточнених речовин                                         |
| (T67)   | Впливи високих температур і світла                                           |
| (T67.0) | Тепловий і сонячний удар                                                     |
| (T67.1) | Теплова непритомність                                                        |
| (T67.2) | Теплові судоми                                                               |
| (T67.3) | Теплове виснаження, зневоднення                                              |
| (T67.4) | Теплове виснаження внаслідок зменшення кількості солі в організмі            |
| (T67.5) | Теплове виснаження, неуточнене                                               |
| (T67.6) | Теплова втома, що скоро минає                                                |
| (T67.7) | Тепловий набряк                                                              |
| (T67.8) | Інші впливи високої температури та світла                                    |
| (T67.9) | Вплив високої температури та світла, неуточнений                             |
| (T68)   | Гіпотермія                                                                   |
| (T69)   | Інші впливи низької температури                                              |
| (T69.0) | Обмороження руки і ноги                                                      |
| (T69.1) | Дрижаки                                                                      |
| (T69.8) | Інші уточнені впливи низької температури                                     |
| (T69.9) | Вплив низької температури, неуточнений                                       |
| (T70)   | Впливи атмосферного тиску та водного тиску                                   |
| (T70.0) | Баротравми вуха                                                              |
| (T70.1) | Баротравма додаткової пазухи                                                 |
| (T70.2) | Інші та неуточнені впливи великої висоти                                     |
| (T70.3) | Кесонова хвороба (декомпресійна хвороба)                                     |
| (T70.4) | Вплив високого тиску рідини                                                  |
| (T70.8) | Інші впливи повітряного та водного тику                                      |
| (T70.9) | Вплив повітряного та водного тиску, неуточнений                              |
| (T71)   | Асфіксія                                                                     |
| (T73)   | Впливи іншого нестатку                                                       |
| (T73.0) | Вплив голоду                                                                 |
| (T73.1) | Вплив спраги                                                                 |
| (T73.2) | Виснаження внаслідок тривалого перебування у несприятливих умовах            |
| (T73.3) | Виснаження внаслідок надмірної напруги                                       |
| (T73.8) | Інші впливи нестатків                                                        |
| (T73.9) | Вплив нестатків, неуточнений                                                 |
| (T74)   | Синдроми жорстокого поводження                                               |
| (T74.0) | Нехтування чи покидання                                                      |
| (T74.1) | Фізична образа                                                               |
| (T74.2) | Сексуальна образа                                                            |
| (T74.3) | Психологічна образа                                                          |
| (T74.8) | Інші синдроми жорстокого поводження                                          |
| (T74.9) | Синдром жорстокого поводження, неуточнений                                   |
| (T75)   | Впливи інших зовнішніх причин                                                |
| (T75.0) | Ураження блискавкою                                                          |
| (T75.1) | Утоплення та несмертельне занурення у воду                                   |
| (T75.2) | Впливи вібрації                                                              |
| (T75.3) | Вплив способу пересування                                                    |
| (T75.4) | Вплив електричного струму                                                    |
| (T75.8) | Інші впливи зовнішніх причин, уточнені                                       |
| (T78)   | Шкідливі впливи, не класифіковані в інших рубриках                           |
| (T78.0) | Анафілактичний шок як несприятлива реакція на вживання їжі                   |
| (T78.1) | Інші несприятливі реакції на вживання їжі, не класифіковані в інших рубриках |
| (T78.2) | Анафілактичний шок, неуточнений                                              |
| (T78.3) | Ангіоневротичний набряк                                                      |
| (T78.4) | Алергія, неуточнена                                                          |
| (T78.8) | Інші шкідливі впливи, не класифіковані в інших рубриках                      |
| (T78.9) | Шкідливі впливи, неуточнені                                                  |

### (T79) Деякі ранні ускладнення травми
| (T79)   | Деякі ранні ускладнення травми, не класифіковані в інших рубриках   |
| (T79.0) | Повітряна емболія (травматична)                                     |
| (T79.1) | Жирова емболія (травматична)                                        |
| (T79.2) | Травматична вторинна та рецидивуюча кровотеча                       |
| (T79.3) | Післятравматична ранева інфекція, не класифікована в інших рубриках |
| (T79.4) | Травматичний шок                                                    |
| (T79.5) | Травматична анурія                                                  |
| (T79.6) | Травматична ішемія м'язу                                            |
| (T79.7) | Травматична підшкірна емфізема                                      |
| (T79.8) | Інші ранні ускладнення травми                                       |
| (T79.9) | Неуточнені ранні ускладнення травми                                 |

### (T80-T88) Ускладнення хірургічного втручання та медичної допомоги, не класифіковані в інших рубриках
| (T80)   | Ускладнення внаслідок інфузії, трансфузії та терапевтичної ін'єкції                                                                  |
| (T80.0) | Повітряна емболія внаслідок інфузії, трансфузії та терапевтичної ін'єкції                                                            |
| (T80.1) | Судинні ускладнення внаслідок інфузіЇ та терапевтичної ін'єкції                                                                      |
| (T80.2) | Інфекції, викликані інфузією, трансфузією та терапевтичною ін'єкцією                                                                 |
| (T80.3) | Реакція АВО-несумісності |
| (T80.4) | Реакція резус-несумісності |
| (T80.5) | Анафілактичний шок, викликаний сироваткою                                                                                            |
| (T80.6) | Інші реакції на сироватку |
| (T80.8) | Інші ускладнення внаслідок інфузії, трансфузії та терапевтичної ін'єкції                                                             |
| (T80.9) | Неуточнені ускладнення внаслідок інфузії, трансфузії та терапевтичної ін'єкції                                                       |
| (T81)   | Ускладнення, викликані процедурами, не класифікованими в інших рубриках                                                              |
| (T81.0) | Кровотеча та гематома, як ускладнення процедури, не класифіковані в інших рубриках                                                   |
| (T81.1) | Шок під час чи в результаті процедури, не класифікований в інших рубриках                                                            |
| (T81.2) | Випадковий прокол чи розрив під час процедури, не класифікований в інших рубриках                                                    |
| (T81.3) | Розходження швів операційної рани, не класифіковані в інших рубриках                                                                 |
| (T81.4) | Післяопераційна інфекція, не класифікована в інших рубриках                                                                          |
| (T81.5) | Стороннє тіло, що було залишено випадково в порожнині організму чи операційній рані після процедури                                  |
| (T81.6) | Гостра реакція на сторонню субстанцію, що була випадково залишена під час процедури                                                  |
| (T81.7) | Судинні ускладнення після процедури, не класифіковані в інших рубриках                                                               |
| (T81.8) | Інші ускладнення, викликані процедурами, не класифіковані в інших рубриках                                                           |
| (T81.9) | Неуточнені ускладнення, внаслідок процедури                                                                                          |
| (T82)   | Ускладнення, пов'язані з серцевими та судинними протезними пристроями, імплантатами та трансплантатами                               |
| (T82.0) | Ускладнення механічного походження, пов'язані з протезом серцевого клапану                                                           |
| (T82.1) | Ускладнення механічного походження, пов'язані з серцевим електронним приладом                                                        |
| (T82.2) | Ускладнення механічного походження, пов'язані з шунтом коронарної артерії та трансплантатом серцевого клапана                        |
| (T82.3) | Ускладнення механічного походження, пов'язані з іншими судинними трансплантатами                                                     |
| (T82.4) | Ускладнення механічного походження, пов'язані з судинними катетером для діалізу судинними катетером для діалізу                      |
| (T82.5) | Ускладнення механічного походження, пов'язані з іншим серцевими та судинними пристроями та імплантатами                              |
| (T82.6) | Інфекція та запальна реакція, викликані протезом серцевого клапана                                                                   |
| (T82.7) | Інфекція та запальна реакція, викликані іншими серцевими та судинними пристроями, імплантатами та трансплантатами                    |
| (T82.8) | Інші ускладнення, пов'язані з серцевими та судинними протезними пристроями, імплантатами та трансплантатами                          |
| (T82.9) | Неуточнені ускладнення, пов'язані з серцевими та судинними пристроями імплантатами та трансплантатами                                |
| (T83)   | Ускладнення, пов'язані з сечостатевими протезними пристроями, імплантатами та трансплантатами                                        |
| (T83.0) | Ускладнення механічного походження, пов'язані з сечовим (постійним) катетером                                                        |
| (T83.1) | Ускладнення механічного походження, пов'язані з іншими сечовими пристроями та імплантатами                                           |
| (T83.2) | Ускладнення механічного походження, пов'язані з трансплантатом сечового органу                                                       |
| (T83.3) | Ускладнення механічного походження, пов'язані з внутрішньоматковим контрацептивним пристроєм                                         |
| (T83.4) | Ускладнення механічного походження, пов'язані з іншими протезними пристроями, імплантатами та трансплантатами статевого тракту       |
| (T83.5) | Інфекція та запальна реакція, викликані протезним пристроєм, імплантатам та трансплантатом у сечовій системі                         |
| (T83.6) | Інфекція та запальна реакція, викликані протезним пристроєм, імплантатам та трансплантатом у статевому тракті                        |
| (T83.8) | Інші ускладнення, пов'язані з сечостатевими протезними пристроями імплантатами та трансплантатами                                    |
| (T83.9) | Неуточнені ускладнення, пов'язані з сечостатевими протезними пристроями, імплантатами та трансплантатами                             |
| (T84)   | Ускладнення, пов'язані з внутрішніми ортопедичними протезними пристроями, імплантатами та трансплантатами                            |
| (T84.0) | Ускладнення механічного походження, пов'язані з внутрішніми протезами суглоба                                                        |
| (T84.1) | Ускладнення механічного походження, пов'язані з внутрішнім пристроєм для фіксації кісток кінцівки                                    |
| (T84.2) | Ускладнення механічного походження, пов'язані з внутрішнім пристроєм для фіксації інших кісток                                       |
| (T84.3) | Ускладнення механічного походження, пов'язані з іншими кістковими пристроями, імлантатами та трансплантатами                         |
| (T84.4) | Ускладнення механічного походження, пов'язані з іншими внутрішніми ортопедичними пристроями та трансплантатам                        |
| (T84.5) | Інфекція та запальна реакція, пов'язані з внутрішніми протезами суглоба                                                              |
| (T84.6) | Інфекція та запальна реакція, пов'язані з внутрішнім фіксуючим приладом (будь-якої локалізації)                                      |
| (T84.7) | Інфекція та запальна реакція, пов'язані з іншими внутрішніми ортапедичними протезними пристроями імплантатами та трансплантатами     |
| (T84.8) | Інші ускладнення, пов'язані з внутрішніми ортопедичними пристроями, імплантатами та трансплантатами                                  |
| (T84.9) | Неуточнені ускладнення, пов'язані з внутрішнім ортопедичним протезним пристроєм, імплантатом та трансплантатом                       |
| (T85)   | Ускладнення, пов'язані з внутрішніми протезними пристроями, імплантатами та трансплантантами                                         |
| (T85.0) | Ускладнення механічного походження, пов'язане з внутрішньочерепним шлуночковим (з'єднувальним) шунтом                                |
| (T85.1) | Ускладнення механічного походження, пов'язане з імплантованим електронним стимулятором нервової системи                              |
| (T85.2) | Ускладнення механічного походження, пов'язане з внутрішньоочними лінзами                                                             |
| (T85.3) | Ускладнення механічного походження, пов'язане з іншими очними протезними пристроями                                                  |
| (T85.4) | Ускладнення механічного походження, пов'язане з протезом та імплантатом молочної залози                                              |
| (T85.5) | Ускладнення механічного походження, пов'язане з шлунково-кишковим протезними пристроями, імплантатами та трансплантатами             |
| (T85.6) | Ускладнення механічного походження, пов'язане з іншими уточненими внутрішніми протезними пристроями, імплантатами та трансплантатами |
| (T85.7) | Інфекція та запалювальна реакція, пов'язані з іншими внутрішніми протезними пристроями, імплантатами та трансплантатами              |
| (T85.8) | Інші ускладнення, пов'язані з внутрішніми протезними пристроями, імплантатами та трансплантатами, не класифіковані в інших рубриках  |
| (T85.9) | Неуточнене ускладнення, пов'язане з внутрішнім протезним пристроєм, імплантатом та трансплантатом                                    |
| (T86)   | Розлад та відторгнення трансплантованих органів і тканин                                                                             |
| (T86.0) | Відторгнення трансплантату кісткового мозку                                                                                          |
| (T86.1) | Невдала трансплантація та відторгнення трансплантату нирки                                                                           |
| (T86.2) | Невдала трансплантація та відторгнення трансплантату серця                                                                           |
| (T86.3) | Невдала трансплантація та відторгнення серцеволегеневого трансплантату                                                               |
| (T86.4) | Невдала трансплантація та відторгнення трансплантату печінки                                                                         |
| (T86.8) | Невдала трансплантація та відторгнення трансплантованих органів та тканин                                                            |
| (T86.9) | Невдала трансплантація та відторгнення неуточненого трансплантованого органу чи тканини                                              |
| (T87)   | Ускладнення специфічні для реплантації та ампутації                                                                                  |
| (T87.0) | Ускладнення, пов'язані з приживленням (частини)верхньої кінцівки                                                                     |
| (T87.1) | Ускладнення, пов'язані з приживленням (частини)нижньої кінцівки                                                                      |
| (T87.2) | Ускладнення, пов'язані з приживленням іншої частини тіла                                                                             |
| (T87.3) | Неврота ампутованої культі |
| (T87.4) | Інфекція ампутованої культі |
| (T87.5) | Некроз ампутованої культі |
| (T87.6) | Інші та неуточнені ускладнення ампутованої культі                                                                                    |
| (T88)   | Інші ускладнення хірургічної та медичної допомоги, не класифіковані в інших рубриках                                                 |
| (T88.0) | Інфекція після вакцинації |
| (T88.1) | Інші ускладнення після вакцинації, не класифіковані в інших рубриках                                                                 |
| (T88.2) | Шок, викликаний анестезією |
| (T88.3) | Злоякісна гіпертермія, пов'язана з анестезією                                                                                        |
| (T88.4) | Невдала чи складна інтубація |
| (T88.5) | Інші ускладнення анестезії |
| (T88.6) | Анафілактичний шок внаслідок несприятливої реакції на вірно призначені та відповідно введені ліки та медикаменти                     |
| (T88.7) | Неуточнена несприятлива реакція на ліки чи медикаменти                                                                               |
| (T88.8) | Інші уточнені ускладнення хірургічної та терапевтичної допомоги, не класифіковані в інших рубриках                                   |
| (T88.9) | Ускладнення хірургічної та терапевтичної допомоги, неуточнені                                                                        |

### (T90-T98) Віддалені наслідки травм, отруєння та дій інших зовнішніх причин
| (T90)   | Віддалені наслідки травм голови                                                                  |
| (T90.0) | Віддалені наслідки поверхневої травми голови                                                     |
| (T90.1) | Віддалені наслідки відкритої рани голови                                                         |
| (T90.2) | Віддалені наслідки перелому кісток черепа та обличчя                                             |
| (T90.3) | Віддалені наслідки травми черепних нервів                                                        |
| (T90.4) | Віддалені наслідки травми ока та орбіти                                                          |
| (T90.5) | Віддалені наслідки внутрішньочерепної травми                                                     |
| (T90.8) | Віддалені наслідки інших уточнених травм голови                                                  |
| (T90.9) | Віддалені наслідки неуточненої травми голови                                                     |
| (T91)   | Віддалені наслідки травм шиї та тулуба                                                           |
| (T91.0) | Віддалені наслідки поверхневої травми та відкритої рани шиї та тулуба                            |
| (T91.1) | Віддалені наслідки перелому хребта                                                               |
| (T91.2) | Віддалені наслідки іншого перелому кісток грудної клітки та тазу                                 |
| (T91.3) | Віддалені наслідки травми спинного мозку                                                         |
| (T91.4) | Віддалені наслідки інтраторакальних органів                                                      |
| (T91.5) | Віддалені наслідки травми внутрішньочеревних та тазових органів                                  |
| (T91.8) | Віддалені наслідки інших уточнених травм шиї та тулуба                                           |
| (T91.9) | Віддалені наслідки неуточненої травми шиї та тулуба                                              |
| (T92)   | Віддалені наслідки травми верхньої кінцівки                                                      |
| (T92.0) | Відділені наслідки відкритої рани верхньої кінцівки                                              |
| (T92.1) | Віддалені наслідки перелому руки                                                                 |
| (T92.2) | Віддалені наслідки перелому на рівні зап'ястя та кісті                                           |
| (T92.3) | Віддалені наслідки зміщення, розтягу та деформації верхньої кінцівки                             |
| (T92.4) | Віддаленні наслідки травми нерву верхньої кінцівки                                               |
| (T92.5) | Віддалені наслідки травм м'язу та сухожилля верхньої кінцівки                                    |
| (T92.6) | Віддалені наслідки розтрощеної травми та травматичної ампутації верхньої кінцівки                |
| (T92.8) | Віддалені наслідки іншої уточненої травми верхньої кінцівки                                      |
| (T92.9) | Віддалені наслідки неуточненої травми верхньої кінцівки                                          |
| (T93)   | Віддалені наслідки травми нижньої кінцівки                                                       |
| (T93.0) | Віддалені наслідки відкритої рани нижньої кінцівки                                               |
| (T93.1) | Віддалені наслідки перелому стегнової кістки                                                     |
| (T93.2) | Віддалені наслідки інших переломів нижньої кінцівки                                              |
| (T93.3) | Віддалені наслідки зміщення, розтягу та деформації нижньої кінцівки                              |
| (T93.4) | Віддалені наслідки травми нижньої кінцівки                                                       |
| (T93.5) | Віддалені наслідки травми м'язу та сухожилля нижньої кінцівки                                    |
| (T93.6) | Відділення наслідків розтрощенної травми та травматичної ампутації нижньої кінцівки              |
| (T93.8) | Відділені наслідки інших уточнених травм нижньої кінцівки                                        |
| (T93.9) | Віддалені наслідки неуточненої травми нижньої кінцівки                                           |
| (T94)   | Віддалені наслідки травм багатьох та неуточнених ділянок тіла                                    |
| (T94.0) | Віддалені наслідки травм багатьох ділянок тіла                                                   |
| (T94.1) | Віддалені наслідки травм неуточненої ділянки тіла                                                |
| (T95)   | Віддалені наслідки опіків, корозій та обморожень                                                 |
| (T95.0) | Віддалені наслідки опіку, корозій та обмороження голови та шиї                                   |
| (T95.1) | Віддалені наслідки опіку, корозії та обмороження тулуба                                          |
| (T95.2) | Віддалені наслідки опіку, корозії та обмороження верхньої кінцівки                               |
| (T95.3) | Віддалені наслідки опіку, корозії та обмороження нижньої кінцівки                                |
| (T95.4) | Віддалені наслідки опіку та корозії, класифіковані в залежності від площі ураженої поверхні тіла |
| (T95.8) | Віддалені наслідки іншого уточненого опіку, корозії та обмороження                               |
| (T95.9) | Віддалені наслідки неуточненого опіку, корозії та обмороження                                    |
| (T96)   | Віддалені наслідки отруєння лікувальними засобами, медикаментами та біологічними субстанціями    |
| (T97)   | Віддалені наслідки токсичного впливу речовин, переважно немедичного походження                   |
| (T98)   | Віддалені наслідки впливу інших та неуточнених зовнішніх причин                                  |
| (T98.0) | Віддалені наслідки впливу стороннього тіла, що увійшло через природний отвір                     |
| (T98.1) | Віддалені наслідки впливу інших та неуточнених зовнішніх причин                                  |
| (T98.2) | Віддалені наслідки деяких ранніх ускладнень травми                                               |
| (T98.3) | Лігатурні нориці                                                                                 |

## Виноски
1. ↑  International Statistical Classification of Diseases and Related Health Problems 10th Revision. Version:2015 (англ.). World Health Organization. Процитовано 15 листопада 2015. (англ.)
2. ↑  Клініко-статистична класифікація хвороб, розроблена на базі МКХ-10 (проект) (укр.). Міністерство охорони здоров'я України. Процитовано 15 листопада 2015. (укр.)